# ای‌ام‌جی تی‌وی
ای‌ام‌جی تی‌وی (انگلیسی: AMGTV) یک شبکه تلویزیونی خانوادگی آمریکاییست که برنامه‌هایی با موضوعات مختلف از جمله درام، ورزشی، فیلم و سرگرمی پخش می‌کند.